# Diopsis leucochira
Diopsis leucochira är en tvåvingeart som beskrevs av Mario Bezzi 1908. Diopsis leucochira ingår i släktet Diopsis och familjen Diopsidae. Inga underarter finns listade i Catalogue of Life.